# Меня зовут Билл У.
«Меня зовут Билл У.» (англ. My Name Is Bill W.) — телефильм 1989 года, показанный в рамках антологии «Зал славы Hallmark». Рассказывает историю американского общественного деятеля и борца с алкоголизмом Билла Уилсона. За роль Уилсона Джеймс Вудс получил прайм-таймовую премию «Эмми». Фильм получил также несколько номинаций на престижные премии.

## Сюжет
Сюжет основывается на реальных событиях. Успешный биржевой брокер, Уильям «Билл У.» Гриффит Уилсон, потерявший после биржевого краха в 1929 году своё состояние, постепенно впадает в зависимость от алкоголя. Он встречает также выпивающего доктора Роберта Холбрука Смита (Джеймс Гарнер). Тогда они вдвоём вместе с доктором Смитом создают группу взаимопомощи, впоследствии ставшую известной под названием «Анонимные алкоголики».

## В главных ролях
- Джеймс Вудс — Билл У.
- Джобет Уильямс — Луиз Уилсон
- Гэри Синиз — Эбби Тэтчер
- Джеймс Гарнер — Боб Смит